# 大柳树沟
大柳树沟是北京市的一条排水河，流入通惠排水干渠。
位于东南郊。发源自朝阳区窑洼村，流向东南，在孟家坟村南汇入通惠排水干渠。长7.56公里，宽6—17米，流域面积12.5平方公里，是朝阳区南部主要排水道。最大排水流量30立方米/秒。